# Lijst van rijksmonumenten in Someren (gemeente)
De gemeente Someren telt 19 inschrijvingen in het rijksmonumentenregister. Hieronder een overzicht. 

## Someren
De plaats Someren telt 12 rijksmonumenten in het rijksmonumentenregister.
| Object | Oorspronkelijke functie?  | Bouwjaar                        | Architect          | Locatie                  | Coördinaten?                  | Nr.?   | Afbeelding                       |
| --- | ------------------------- | ------------------------------- | ------------------ | ------------------------ | ----------------------------- | ------ | -------------------------------- |
| Interieur St. Lambertus: hoofdaltaar, levensgrote beelden van Franciscus, Jozef, Augustinus en Elias, twee altaarstukken, communiebank, twee stenen wijwatervaten, orgel | Vanwege onderdelen kerk   | 18e eeuw                        |                    | Kerkstraat 16            | 51° 22' 50" NB, 5° 42' 49" OL | 34112  | Meer afbeeldingen                |
| De Victor | Industrie- en poldermolen | 1853/1868                       |                    | Kerkstraat 31            | 51° 22' 49" NB, 5° 43' 1" OL  | 34113  | Meer afbeeldingen                |
| Den Evert | Industrie- en poldermolen | 1543/1979                       |                    | Einhoutsestraat bij 8    | 51° 23' 23" NB, 5° 41' 14" OL | 34114  | Meer afbeeldingen                |
| Terrein waarin overblijfselen van de Lambertuskerk (kruiskerk) | Archeologisch monument    | Voor het jaar 1436 (verbouwing) |                    | Lambertuskerkhof         | 51° 23' 31" NB, 5° 42' 52" OL | 45988  | Upload foto                      |
| Terrein waarin een urnenveld | Archeologisch monument    | Late Bronstijd                  |                    | Somerense Vennen         | 51° 24' 4" NB, 5° 40' 32" OL  | 45989  | Upload foto                      |
| Terrein waarin een urnenveld of nederzetting | Archeologisch monument    | IJzertijd                       |                    | Hoenderboom              | 51° 23' 24" NB, 5° 38' 25" OL | 45990  | Upload foto                      |
| Terrein waarin overblijfselen van het kasteel "De Donck" | Archeologisch monument    | Late Middeleeuwen               |                    | Kasteel "de Donck"       | 51° 23' 19" NB, 5° 41' 41" OL | 45991  | Upload foto                      |
| Terrein waarin overblijfselen van het kasteel Edelenburg | Archeologisch monument    | Late Middeleeuwen               |                    | Kasteel "Elenburg"       | 51° 23' 50" NB, 5° 42' 38" OL | 45992  | Upload foto                      |
| Keyepoal | Grensafbakening           | 1650-1700                       |                    | Kerkendijk tegenover 118 | 51° 20' 55" NB, 5° 41' 45" OL | 509943 | Meer afbeeldingen                |
| Nederlands Hervormde Kerk | Kerk en kerkonderdeel     | 1885                            | P. van de Erve jr. | Speelheuvelplein 6       | 51° 23' 19" NB, 5° 42' 21" OL | 512376 | Meer afbeeldingen                |
| Herenhuis | Woonhuis                  | 1919                            |                    | Speelheuvelstraat 2      | 51° 23' 11" NB, 5° 42' 41" OL | 512377 | Herenhuis                        |
| Langgevelboerderij met dwarsdeel | Boerderij                 | 1750                            |                    | De Hoof 8                | 51° 22' 55" NB, 5° 41' 39" OL | 526638 | Langgevelboerderij met dwarsdeel |

## Lierop
De plaats Lierop telt 7 rijksmonumenten in het rijksmonumentenregister.
| Object | Oorspronkelijke functie? | Bouwjaar      | Architect   | Locatie            | Coördinaten?                  | Nr.?   | Afbeelding         |
| --- | ------------------------ | ------------- | ----------- | ------------------ | ----------------------------- | ------ | ------------------ |
| H. Naam van Jezus                                                                                              | Kerk en kerkonderdeel    | 1890-1892     | Carl Weber  | Offermansstraat 1  | 51° 25' 9" NB, 5° 40' 55" OL  | 34115  | Meer afbeeldingen  |
| Boerderij, tevens oorspronkelijk brouwerij.                                                                    | Boerderij                |               |             | Boomen 14          | 51° 25' 8" NB, 5° 41' 36" OL  | 34116  | Meer afbeeldingen  |
| Langgevelboerderij met schuur                                                                                  | Boerderij                |               |             | Laan Ten Boomen 37 | 51° 25' 6" NB, 5° 41' 36" OL  | 34117  | Meer afbeeldingen  |
| Langgevelboerderij met schuur                                                                                  | Boerderij                | eind 19e eeuw |             | Laan Ten Boomen 38 | 51° 25' 6" NB, 5° 41' 34" OL  | 34118  | Meer afbeeldingen  |
| Patronaatsgebouw en kerkhofmuur. Het patronaat, behoorde oorspronkelijk bij de R.K. parochie H. Naam van Jezus | Onderwijs en wetenschap  | 1926          | L. de Vries | van Dongenstraat 2 | 51° 25' 11" NB, 5° 40' 56" OL | 512370 | Meer afbeeldingen  |
| Langgevelboerderij                                                                                             | Boerderij                | 1920          |             | Laan Ten Boomen 30 | 51° 25' 9" NB, 5° 41' 30" OL  | 512374 | Langgevelboerderij |
| Langgevelboerderij                                                                                             | Boerderij                | 1880          |             | Laan Ten Boomen 31 | 51° 25' 10" NB, 5° 41' 30" OL | 512375 | Meer afbeeldingen  |

's-Hertogenbosch ·
Alphen-Chaam ·
Altena ·
Asten ·
Baarle-Nassau ·
Bergeijk ·
Bergen op Zoom ·
Bernheze ·
Best ·
Bladel ·
Boekel ·
Boxtel ·
Breda ·
Cranendonck ·
Deurne ·
Dongen ·
Drimmelen ·
Eersel ·
Eindhoven ·
Etten-Leur ·
Geertruidenberg ·
Geldrop-Mierlo ·
Gemert-Bakel ·
Gilze en Rijen ·
Goirle ·
Halderberge ·
Heeze-Leende ·
Helmond ·
Heusden ·
Hilvarenbeek ·
Laarbeek ·
Land van Cuijk ·
Loon op Zand ·
Maashorst ·
Meierijstad ·
Moerdijk ·
Nuenen, Gerwen en Nederwetten ·
Oirschot ·
Oisterwijk ·
Oosterhout ·
Oss ·
Reusel-De Mierden ·
Roosendaal ·
Rucphen ·
Sint-Michielsgestel ·
Someren ·
Son en Breugel ·
Steenbergen ·
Tilburg ·
Valkenswaard ·
Veldhoven ·
Vught ·
Waalre ·
Waalwijk ·
Woensdrecht ·
Zundert